# Бокатый, Иван Тимофеевич
Иван Тимофеевич Бокатый (1924—2004) — участник Великой Отечественной войны, командир орудийного расчета 266-го гвардейского армейского истребительно-противотанкового артиллерийского полка (8-я гвардейская армия, 1-й Белорусский фронт) гвардии сержант, полный кавалер Ордена Славы.

## Биография
Родился 15 июня 1924 года в селе Бугаевка (ныне — Кантемировского района Воронежской области) в семье крестьянина. Русский.
Окончил 7 классов. Работал в колхозе.
В Красной Армии находился с 1942 года. На фронте в Великую Отечественную войну — с мая 1943 года. Командир орудийного расчета 266-го гвардейского армейского истребительно-противотанкового артиллерийского полка гвардии сержант Иван Бокатый:
- 18 июля 1944 года при прорыве обороны противника в 20 км западнее города Ковель (Волынская область) со своим расчетом вывел из строя пулемет и много фашистов. В августе 1944 года, отражая атаку на левом берегу реки Висла (14 км южнее города Варка, Польша), прямой наводкой поражал живую силу врага. На боевом счету его расчета — 4 танка и штурмовое орудие. 26 сентября 1944 года был награждён орденом Славы 3-й степени.
- В январе 1945 года орудийный его расчет, действуя в составе батареи в районе населенного пункта Цецилювка (25 км северо-восточнее города Радом, Польша), в боях подавил огонь минометной батареи врага, разрушил 3 дзота, КП, уничтожил 16 повозок с военным имуществом и несколько десятков солдат. 4 марта 1945 года награждён орденом Славы 2-й степени.
- 30 апреля 1945 года в уличных боях в Берлине, сопровождая огнём своего орудия стрелкового подразделения, вывел из строя 3 вражеских пулемета, противотанковую пушку, БТР, 5 автомобилей и много вражеских солдат. 15 мая 1946 года награждён орденом Славы 1-й степени.

Член ВКП(б)/КПСС с 1946 года. В 1947 году старшина Бокатый был демобилизован.
Окончил школу по подготовке руководящих кадров колхозов в г. Усмань Липецкой области. В 1949 году трудился в совхозе. С 1969 года жил в пгт Глубокий Каменского района Ростовской области, был приемосдатчиком на железнодорожной станции Глубокая.

## Награды
- Награждён 3-мя орденами Славы (26.09.1944, 4.03.1945, 15.05.1946).
- Награждён орденом Отечественной войны 1-й степени и медалями, в числе которых «За отвагу».

## Память
- На доме, где жил И. Т. Бокатый, установлена мемориальная доска.
- В поселке городского типа Кантемировка ему установлен бюст (2005)[1][2].